# Табличка от Киш
Табличка от Киш – Пясъчникова табличка, намерена при разкопки на Тел ал-Ухаймира в провинция Бабил, Ирак, където се е намирал шумерския град Киш. Табличката е датирана около 3500 г. пр.н.е. (среден Урукски период). Съхранява се в колекцията на Ашмолския музей в Оксфорд.
Надписът на табличката е изписана с примитивно клинописно писмо и навярно е най-древният писмен документ. Обаче писмеността на тази табличка по характер е чисто пиктографска и представлява преход от протописменост към частично сричкова клинопис. По-късни клинописни паметници, около 32 в. пр.н.е., са намерени в Урук. Първите документи, написани на шумерски език, произхождат от Джемдет Насър от периода 31-30 вв. пр.н.е.